# Northrop X-21
Pour les articles homonymes, voir X-21.
Le Northrop X-21 est un avion expérimental développé dans les années 1960 pour le compte de la NASA. Dans le cadre de ce projet deux Douglas WB-66D sont équipés de nouvelles ailes et d'un dispositif permettant d'aspirer une partie de la couche limite et de rendre ainsi laminaire l'écoulement de l'air autour de sa voilure. Le but de ce programme de recherche est de réduire le coefficient de traînée d'un appareil afin de diminuer sa consommation en carburant et donc d'augmenter son rayon d'action. Bien que les objectifs du programme aient été atteints, la lourde maintenance engendrée par le système de contrôle d'aspiration de la couche limite mène à l'abandon du projet.

## Développement
Le contrôle de l'écoulement de l'air autour d'un solide a pour but de réduire fortement son coefficient de traînée. Dans le cas d'un aéronef, cela permet de réduire la consommation en carburant et donc d'augmenter l'endurance, ou, à rayon d'action équivalent, d'augmenter la charge utile ou de développer des appareils plus compacts donc plus maniables. Des études menées dans le cadre du programme X-21 ont montré que si l'écoulement autour de la voilure d'un appareil était à 80 % laminaire la traînée est réduite de 25 % comparé à un aéronef dont l'écoulement n'est pas contrôlé, cela est dû au fait que la traînée de frottement générée par la couche limite est bien plus importante si l'écoulement est turbulent que s'il est laminaire. La principale technique utilisée est de doter la voilure d'un revêtement poreux, de zones micro-perforées et d'orifices permettant l'aspiration d'une partie de la couche limite.
Pour expérimenter cette technologie deux Douglas WB-66D (numéros de série 55-0408 et 55-0410) sont lourdement modifiés et redésignés X-21A. Les réacteurs Allison J71 sont démontés et remplacés par deux General Electric XJ79-GE-13 dépourvus de postcombustion montés en nacelle de chaque côté de l'arrière du fuselage. Une partie de l'air nécessaire à l'alimentation des moteurs est prélevée grâce à des écopes placées dans des carénages montés sous la voilure et entraîne des turbines froides permettant l'aspiration d'une partie de la couche limite à travers le revêtement de la voilure.
Les deux appareils sont aussi dotés d'une voilure à l'aérodynamique totalement repensée afin de contrôler l'écoulement laminaire. Les ailes voient leur surface et leur envergure augmentée et leur flèche passer de 35 à 30°. Le revêtement des ailes est parsemé d'une multitude d'orifices (près de 800 000 au total) par lesquels une partie de la couche limite est aspirée.
La cabine, située à l'avant de l'appareil abrite le pilote, deux mécaniciens navigants et deux ingénieurs d'essai.

## Les essais en vol

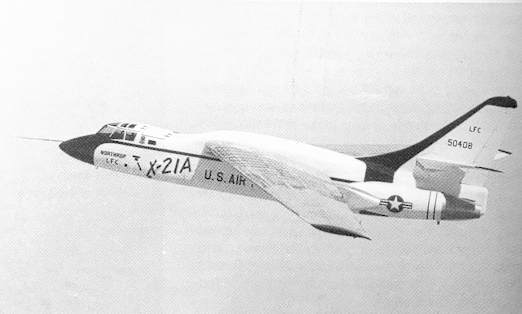
Le X-21A en vol

L'appareil effectue son premier vol le 18 avril 1963 piloté par Jack Wells, pilote d'essai de la NASA et le programme d'essai se déroule jusqu'en 1968. Des problèmes de colmatage des orifices d'aspiration de la couche limite et du revêtement par des débris, des insectes ou encore du givre engendrant des changements brutaux dans l'écoulement d'air empêchent les ingénieurs de tenir les objectifs du programme. Ils arrivent tout de même à obtenir un écoulement laminaire sur 95 % de la voilure mais au prix de nombreuses heures de maintenance à l'issue de chaque vol pour déboucher les orifices et nettoyer le système d'aspiration. Ces problèmes récurrents de colmatage mènent finalement à l'abandon du projet.
Néanmoins le programme de recherche permit de récolter de nombreuses données d'ordre aérodynamique sur les effets des défauts de surface, les interactions entre la couche limite et le revêtement d'un appareil, les différents types de traînée s'appliquant sur une voilure et sur les phénomènes de givrage.
Le programme achevé, les deux seuls prototypes de X-21A sont abandonnés sur la base Edwards ou les intempéries les transforment peu à peu en épave. Aucun projet de restauration n'est actuellement prévu,.